# Dalù (lampada)
Dalù è una lampada da tavolo prodotta da Artemide, disegnata da Vico Magistretti prodotta negli anni sessanta e ri-proposta nella sua ri-edizione del 2005.

## Storia

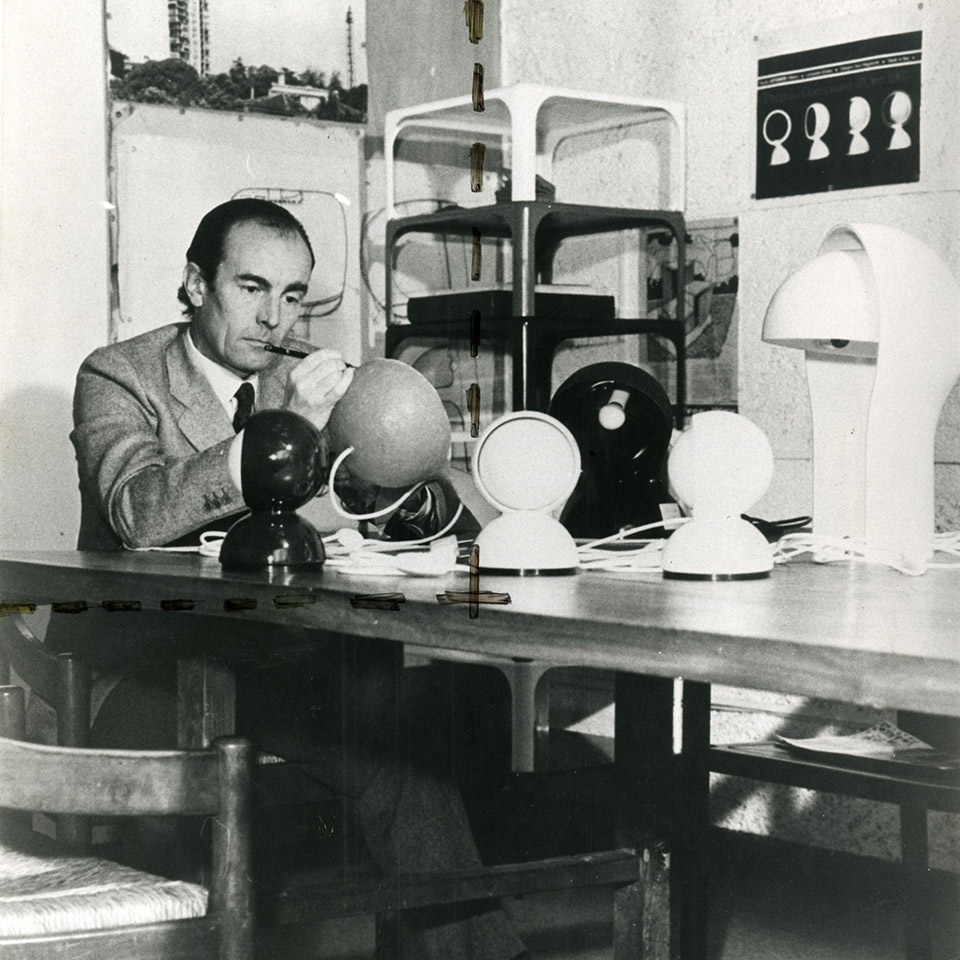
Vico Magistretti foto Fondazione studio museo Vico Magistretti tra gli anni 60 e 70

«Mi è sembrato bello (credo nel 62 o 63) di utilizzare al meglio uno stampo facilissimo con due semisfere curve. Mi piaceva la semplicità e l'opportunità di usare una tecnologia semplice. L'ho chiamata "Dalù", il nome di un mio cane bassotto che non c'era più.»Vico Magistretti.
Dalù, realizzata da Artemide nel 1969, viene considerata da molti esperti del settore come il perfetto connubio tra una configurazione geometrica semplice e una forma scultorea.
Prodotta originariamente nei colori bianco e nero, Dalù viene rimessa in produzione nel 2005 da Artemide conservando il medesimo design ma distinguendosi per l'aggiunta ai colori opachi già in produzione, la trasparenza del materiale termoplastico nelle tonalità arancio e rosso. Rigorosa e funzionale, Dalù incarna la predilezione di Magistretti per la composizione di forme geometriche semplici e anticipa di pochi anni la più articolata e fortunata lampada Eclisse, prodotta da Artemide nel 1965.

## Descrizione

### Caratteristiche tecniche
La lampada Dalù è stata rivisitata dall'azienda produttrice Artemide e dal designer Vico Magistretti.
Magistretti posiziona la sorgente luminosa nella semisfera che funge da riflettore, mentre la seconda calotta semisferica autoportante realizza la base d'appoggio della lampada, le due componenti sono unite tra di loro da una continuità estetica. Le componenti costruttive e funzionali sono nascoste dietro la base.
| altezza totale    | 26 cm   |
| larghezza totale  | 18.4 cm |
| profondità totale | 18.4 cm |

| Watt                      | 28 W      |
| Tensione di alimentazione | 220-240 V |
| Flusso luminoso emesso    | 345 lm    |
| CCT (temperatura calore)  | 2800 K    |

### Materiali
Nella produzione della lampada Dalù, Artemide fa uso di materiale termoplastico, necessario alla struttura della lampada data la complessità costruttiva, che permette all'oggetto di essere equilibrato nella sua staticità.
La tecnologia utilizzata per produrre questo oggetto è la pressofusione.

### Utilizzo
La lampada Dalù presenta caratteristiche estetiche e tecniche adatte a qualsiasi ambiente indoor, essendo essenziale nelle sue linee lo è anche nelle sue funzioni, risulta per cui di facile intuizione il suo utilizzo e la sua funzione.

### Caratteristiche plastiche
La lampada Dalù venne inizialmente prodotta in due colorazioni: bianco e nero. Successivamente, furono introdotte le colorazioni rosso e arancione, sempre rispettando l'idea di monocromaticità. 
L'azienda produttrice per valorizzare ulteriormente il prodotto, dagli anni 2000 propone un'alternativa alla versione opaca con la versione semitrasparente. 
Partendo da geometrie semplici come quelle di due calotte semisferiche, l'oggetto è capace di mantenere una componente sinuosa grazie al raccordo tra le parti, si presenta visivamente come pezzo unico grazie ad uno studio compositivo e di produzione.
Composta interamente da materiale termoplastico, la lampada Dalù inoltre viene dotata di classici attacchi per lampadine dell'epoca ad incandescenza oltre ad un cavo in gomma nascosto dietro la base per poterla collegare ad una presa di corrente.

## Letteratura interpretativa

### Grado di codifica

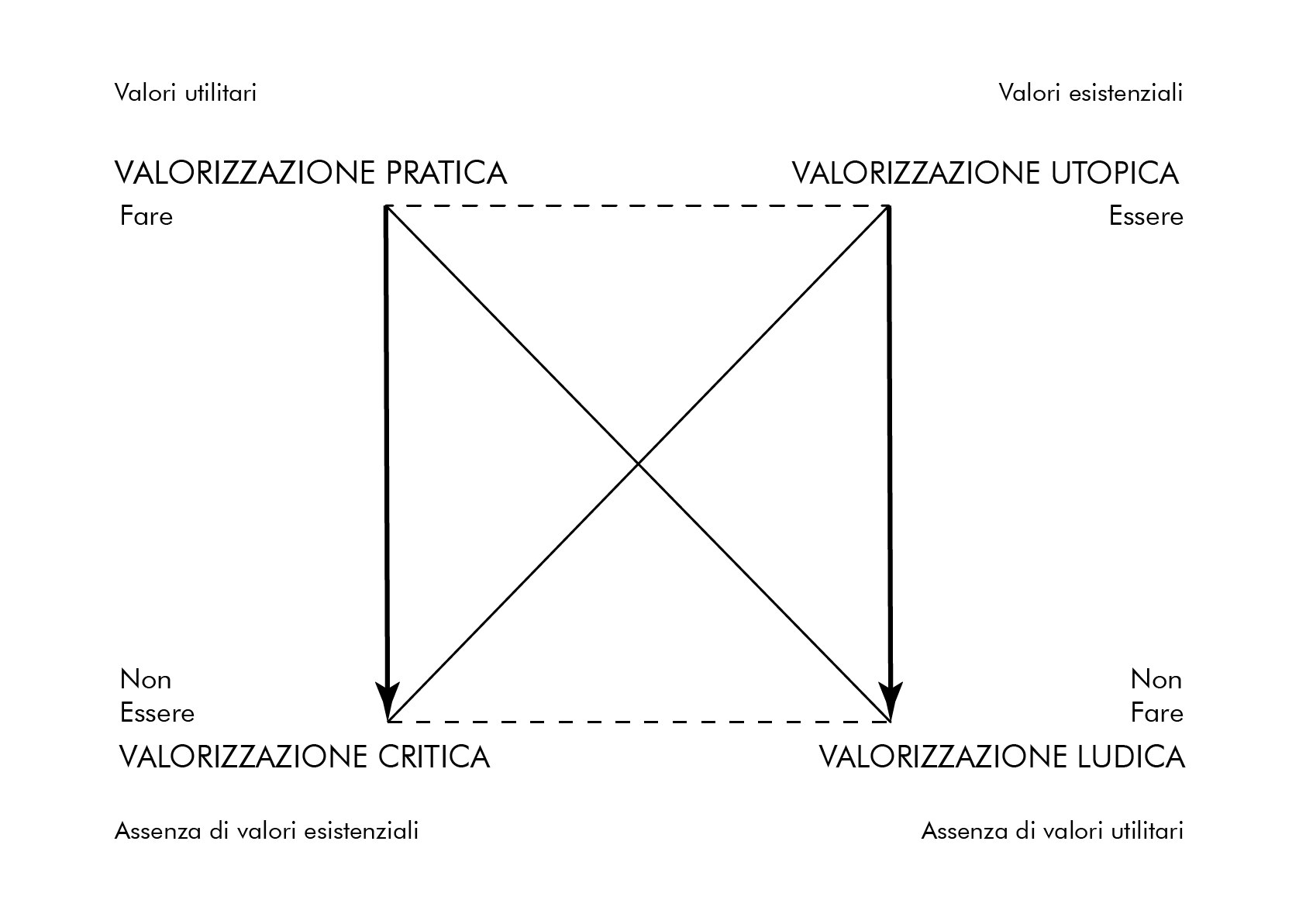
Quadrato Semiotico di Floch

La lampada Dalù subisce un processo di ipocodifica in quanto la lampada non presenta particolari innovazioni se non combinazioni stilistiche decise dal designer, dove la semplicità ne fa da padrona.
Non trae spunto dalla natura ma appartiene a campi semantici con cui cerca, nella sua forma, di presentarsi come un oggetto al passo con i tempi, un oggetto pensato appunto per gli anni 60.
La composizione sinuosa e continua ha come scopo del designer la volontà di essere semplice e facilmente realizzabile industrialmente. Non esistono intenti simbolici o rappresentativi.

### Valorizzazione
Secondo i concetti del simbolismo di Jean-Marie Floch, la lampada Dalù non presenta particolari funzionalità tali da valorizzarne l'aspetto pratico, si nota infatti nella sua semplicità di disegno e costruzione che porta il tutto al minimalismo e all'essenziale, di conseguenza si tratta di valorizzazione ludica, in quanto non richiede particolari interazioni con l’utente ma si concentra principalmente sull’estetica del prodotto, rendendo così l'utente contemplativo e non interattivo.